# Crime Game
Crime Game, (Originaltitel: Way Down, Alternativtitel: The Vault und Countdown in Madrid) ist ein spanischer Action-Thriller aus dem Jahr 2021 von Jaume Balagueró. Die Geschichte hat Ähnlichkeit mit der des Black Swan Projects.

## Handlung
Thom ist ein begabter Student der Ingenieurwissenschaften an der Universität Cambridge, der von Personalvermittlern mehrerer großer Ölkonzerne umworben wird, die ihm immer höhere Gehälter und Jobvorteile versprechen, wenn er sich dazu entschließt, für sie zu arbeiten. Thom lehnt die Angebote ab und erklärt seinem Vater, einem Ölmanager, dass er nicht das Leben haben möchte, das ihm eine Karriere in der Ölindustrie bringen würde. Während dieses Gesprächs erhält er eine anonyme SMS von jemandem, der ihn im Restaurant beobachtet und ihn zu einem Treffen auffordert.
Er geht zu dem angegebenen Ort und trifft eine Frau namens Lorraine, die ihn dann Walter vorstellt, der eine Bergungsfirma leitet, die den legendären „Schatz von Guadalupe“ aus dem Meer geborgen hatte, der jedoch von der spanischen Regierung beschlagnahmt wurde, was Walter nicht so einfach hinnehmen will. Er hat daher ein Team zusammengestellt, das aus Mitgliedern mit unterschiedlichen Fähigkeiten besteht, darunter Lorraine, eine Betrügerin; Simon, ein Logistikexperte; Klaus, ein Computerhacker; und James, Walters langjähriger Partner bei der Schatzsuche. Walter braucht Thoms Ingenieursgenie, um ihnen dabei zu helfen, den Tresorraum zu durchbrechen, in dem sich der beschlagnahmte Schatz in der Bank von Spanien befindet. Thom, mit seiner Leidenschaft für alles, was unmöglich erscheint, erklärt sich bereit zu helfen und begleitet die Gruppe während der Fußball-Weltmeisterschaft 2010, als Spanien gerade in Durban um den Einzug ins Finale kämpft. Sie nutzen den Lärm der vielen Fans, die sich in der Stadt zum Public Viewing versammelt haben, als Deckung, erkunden die Bank und stellen fest, dass der Tresorraum sehr groß ist und sich unter einem großen Wasserreservoir befindet. Sie finden heraus, dass dies zu einem Sicherheitssystem gehört, um die Bank vor Eindringlingen zu schützen, denn wenn das Gewicht auf der Waage, die mit dem Tresorraum verbunden ist, nur geringfügig schwankt, wird der Raum überschwemmt und eventuell darin befindliche Diebe ertrinken. Thom stellt sich der Herausforderung und sucht nach einer Lösung, ehe sich die Menge der Fußballfans auflöst. Er will die Waage „besiegen“, indem er sie mit 500 Litern Stickstoff einfriert. Dadurch wird die Mechanik so verlangsamt, dass sie die Anwesenheit der Eindringlinge nicht registriert und die Flut auslösen kann, während sie den Schatz bergen. Simon übernimmt es, die Waagschale unter dem Boden des Tresorraums erfolgreich einzufrieren, während Thom, Lorraine und James sich auf gefährliche Weise ihren Weg ins Innere bahnen. Thoms Plan hat zwar funktioniert, aber die Waage beginnt viel schneller aufzutauen als erwartet, also muss sich das Trio beeilen, „ihren“ Schatz in den gesuchten Behältern zu finden. Dieser besteht aus einer Sammlung von drei Münzen von Sir Francis Drake, die beschreiben, wo sich dessen riesiger Piratenschatz befindet.
Als sie die Münzen endlich finden, hat Gustavo, der Chef der Sicherheitsabteilung der Bank, die Kontrolle über seine Systeme wiedererlangt. Er schickt ein bewaffnetes Team, um die Eindringlinge zu verhaften. Angesichts der scheinbar aussichtslosen Situation fordert Walter das Trio auf, sich dem Team zu ergeben. Da richtet James eine Waffe auf Thom, weigert sich, sich zu ergeben, und verlangt von Thom die Herausgabe der Münzen, was offenbart, dass er für die britische Regierung arbeitet, für die er die Münzen an sich bringen soll. Aufgrund dieser Zeitverzögerung verschließt sich der Tresorraum und Wasser strömt ein. James‘ Taucherfahrung ermöglicht es ihm, sich selbst in Sicherheit zu bringen, und er lässt die beiden anderen im Stich.
Da ihnen die Zeit davonläuft, sucht Thom nach einer Lösung. Er versucht die Waage auszutricksen, indem er mehr Gewicht hinzufügt und ihr den Eindruck vermittelt, der Tresorraum sei bereits voll mit Wasser. Er weist Simon an, die leeren Stickstoffkanister als zusätzliches Gewicht auf die Waage zu stapeln, aber das reicht nicht aus. Die Gruppe verliert den Kontakt zu Thom und Lorraine und befürchtet, sie könnten ertrunken sein. Verzweifelt nimmt Simon als letztes das ihm lieb gewordene Radio seines verstorbenen Vaters mit auf die Waage – und ausgerechnet dadurch ist das nötige Gewicht erreicht, was den Wasserfluss stoppt. Der Tresor beginnt sich zu entleeren und Thom und Lorraine können dem Sicherheitsteam der Bank entkommen. Sie fliehen auf den Platz und mischen sich unter die Fußballfans, die gerade erleben, wie Spanien in Johannesburg die Niederlande besiegt und damit seinen ersten Weltmeistertitel gewinnt.
In der britischen Botschaft trifft James sich mit Margaret, einer Mitarbeiterin von ihm und Walter, und übergibt ihr die Münzen. Doch es stellt sich heraus, dass es sich dabei um Fälschungen handelt und dass Walter immer noch im Besitz der Originale ist. Während das Team sich in Saint Tropez erholt, stellt Walter fest, dass der Schatz unter der Bank of England vergraben ist.
Zwei Jahre später, als die Olympischen Spiele 2012 in London starten, beginnt ein neuer Raubüberfall.

## Hintergrund
Die Ausgangssituation der Handlung erinnert lose an die Ereignisse um den Fund historischer Gold- und Silbermünzen durch ein amerikanisches Schatzsucherunternehmen im Jahr 2007. Als jahrhundertealter Schatz einer spanischen Fregatte nachgewiesen, musste das nicht ganz legal agierende Unternehmen die Münzen 2012 infolge eines fünfjährigen Gerichtsstreits an die spanische Regierung aushändigen.
Crime Game wurde im Deutschen Fernsehen unter dem Titel Countdown in Madrid ausgestrahlt.

## Veröffentlichung
In Spanien sollte der Film ursprünglich im Herbst 2020 in die Kinos kommen, die Veröffentlichung wurde jedoch aufgrund der COVID-19-Pandemie auf den 12. November 2021 verschoben, was dazu führte, dass alle für den Kinostart anstehenden Telecinco Cinema-Titel auf Eis gelegt wurden.

## Rezeption
Der Film startete am ersten Wochenende in Spanien mit 1,2 Millionen Euro und wurde in dieser Hinsicht zum bisher besten spanischen Kinodebüt des Jahres. Der Film spielte weltweit 9 Millionen US-Dollar ein (6,9 Millionen US-Dollar in Spanien). Das Budget betrug 15 Millionen Euro.

### Kritik
Bei Rotten Tomatoes gab es zu 60 % positive Kritiken: „Die Laufzeit vergeht völlig schmerzlos, aber der raffiniert konstruierte Nervenkitzel von The Vault wird durch die Vertrautheit getrübt.“
Richard Roeper von der Chicago Sun-Times nannte den Film sowohl „völlig absurd“ als auch „eine elegante und gut choreografierte Leistung“. Obwohl er der Meinung war, dass er den klassischen Raubüberfallfilmen, von denen er offensichtlich inspiriert ist wie etwa Ocean’s 11, nicht gerecht werden konnte, kam er dennoch zu dem Schluss: „Dank des einzigartigen Ziels hat es eine ganz eigene freche Persönlichkeit ... und eine funkelnde Besetzung ...“
In ähnlicher Weise schrieb Adam Graham von The Detroit News: „Die Szene, das Setting und die Charaktere sind alle bekannt, aber ‚The Vault‘ bewegt sich flink und effizient durch die Bewegungen. Betrachten Sie diesen Bankjob als eine Bereicherung.“ Und obwohl James Verniere vom Boston Herald feststellte, dass einige der Beats des Films von anderen Werken abgeleitet seien, nannte er ihn „Spaß, beeindruckend gedreht und gestaltet und gut gespielt ...“ und lobte ihn dafür, dass er „echte Spannung übrig“ habe.
Der Deutsche Filmdienst urteilte: „Nur leidlich spannender Krimi, der sich vor allem auf die Versatzstücke des Heist-Movies verlässt und mit der Attraktion seiner Bilder angibt. Der komplexen Topographie des auszuraubenden Gebäudes wird der Film aber nicht gerecht, zudem verliert er durch die ausufernde Vorstellung der einzelnen Charaktere an Spannung.“
Oliver Armknecht von film-rezensionen.de meinte, der Film „ist ein überraschend prominent und international besetzter Heist Movie, bei dem die spanische Zentralbank ausgeraubt werden soll. Das ist mal generisch und nichtssagend, mal überzogen, wenn keiner aus dem Drehbuchteam nachdenken wollte. Am Ende bleibt ein durchschnittlicher Genrevertreter für Fans, die unbedingt Nachschub wollen.“